# Aux-Marais

Aux-Marais este o comună în departamentul Oise, Franța. În 1 ianuarie 2022 avea o populație de 911 de locuitori.